# Kazimierz Piwarski
Kazimierz Józef Piwarski (ur. 19 lutego 1903 w Krakowie, zm. 21 lipca 1968 tamże) – polski historyk, badacz dziejów nowożytnych i najnowszych, rektor Wyższej Szkoły Pedagogicznej (WSP) w Krakowie, profesor Uniwersytetu Jagiellońskiego (UJ), założyciel Marksistowskiego Zrzeszenia Historyków, redaktor Kwartalnika Historycznego.

## Życiorys
Studiował na UJ (promotorem był prof. Wacław Sobieski), gdzie następnie w 1926 roku uzyskał doktorat, a w 1931 habilitację. 6 listopada 1939 roku został aresztowany przez Niemców w ramach Sonderaktion Krakau i osadzony w obozie koncentracyjnym Sachsenhausen i Dachau (zwolniony w 1941). W latach 1941–1945 wykładowca tajnego UJ.
Od 1947 profesor zwyczajny UJ i WSP w Krakowie (w latach 1949–1950 był jej rektorem). Od 1950 roku został przeniesiony na Uniwersytet Poznański ze względów politycznych. W roku 1956 powrócił na UJ, jednocześnie, w latach 1956–1958, będąc dyrektorem Instytutu Zachodniego w Poznaniu.
Był członekiem Polskiej Akademii Umiejętności od 1945, a także członek korespondent (1958) i członekiem rzeczywistym (1961) Polskiej Akademii Nauk. W latach 1962–1966 był wiceprezesem Zarządu Głównego Polskiego Towarzystwa Historycznego.
Do 1948 był członekiem Polskiej Partii Socjalistycznej, a następnie Polskiej Zjednoczonej Partii Robotniczej.
Odznaczony Medalem 10-lecia Polski Ludowej (1955), Złotym Krzyżem Zasługi (1955), Krzyżem Oficerskim Orderu Odrodzenia Polski (1959).
Pochowany na cmentarzu Rakowickim (kwatera JA-płn.-1).

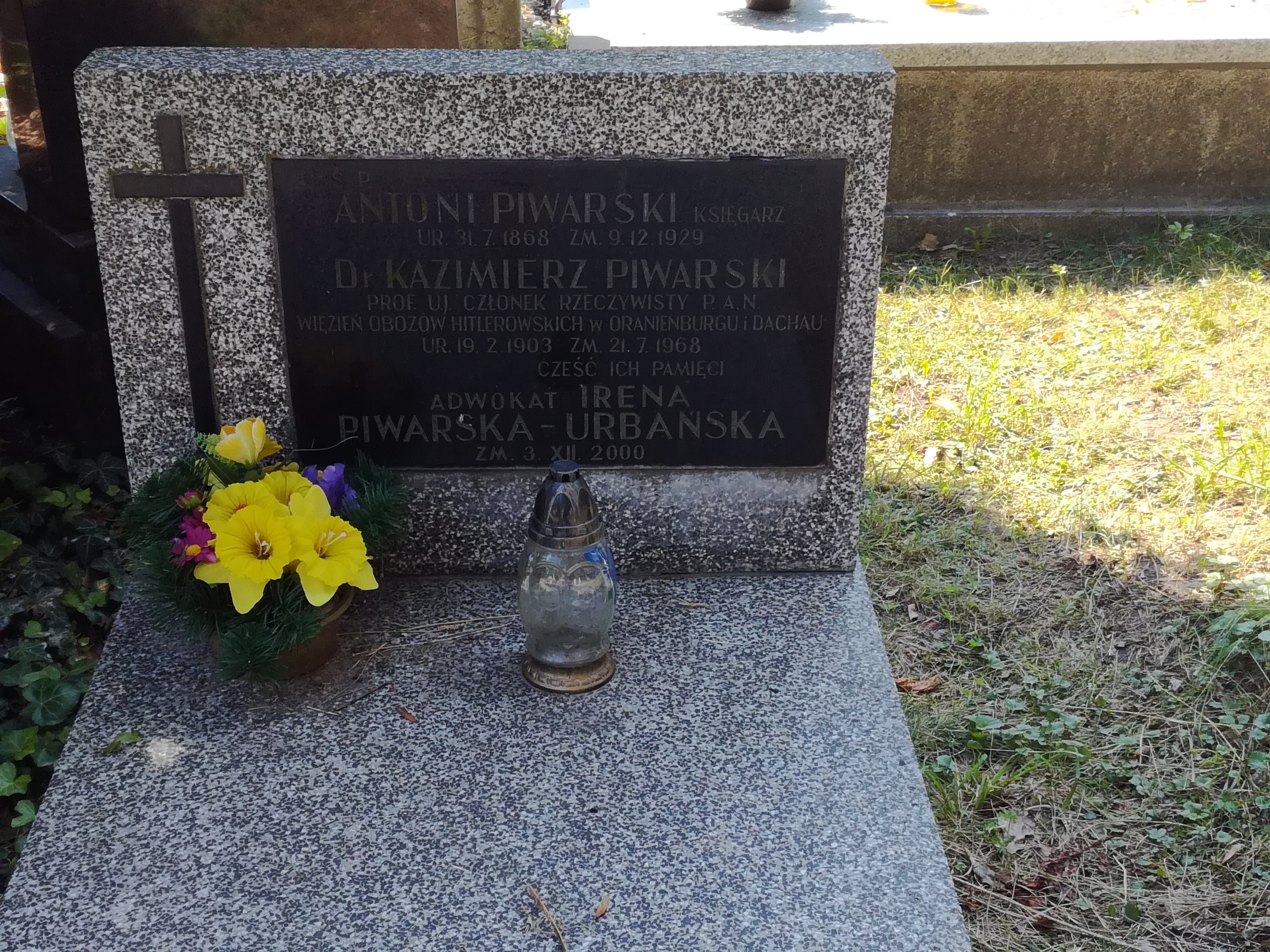
Grób prof. Kazimierza Piwarskiego na cmentarzu Rakowickim

## Uczniowie
Jego uczniami byli: prof. Antoni Czubiński, prof. Jerzy Krasuski i prof. Mieczysław Stański.

## Publikacje książkowe
- Hieronim Lubomirski hetman wielki koronny (1929),
- Między Francją a Austrią. Z dziejów polityki Jana III Sobieskiego (1933),
- Dzieje polityczne Prus Wschodnich 1621–1772 (1938, wyd. II 1947),
- Historia Śląska w zarysie (1947),
- Kuria rzymska a polski ruch narodowo-wyzwoleńczy (1955),
- Watykan a faszyzm 1929–1939 (1958, wyd. II 1960),
- Polityka europejska w okresie pomonachijskim X 1938 – III 1939 (1960),
- Polska – Czechy. Dziesięć wieków sąsiedztwa (1947),
- Historia powszechna nowożytna 1640–1789 (1959, wyd. IX 1965).